# Barbara Hetmanek
Barbara Hetmanek (* 16. März 1988 in Augsburg) ist eine ehemalige deutsche Handballspielerin, die in der Bundesliga aktiv war.

## Karriere

### Als Spielerin
Hetmanek begann das Handballspielen im Jahre 1993 bei der DJK Augsburg-Hochzoll. Drei Jahre später schloss sie sich der Jugendabteilung der TSG Augsburg 85 an, mit der sie drei Mal die bayerische Meisterschaft gewann sowie 2003 Süddeutscher Vizemeister wurde. 2004 wechselte sie zum TSV Haunstetten. Mit der A-Jugend wurde sie 2005 ebenfalls Süddeutsche Vizemeisterin. Weiterhin feierte sie im selben Jahr mit der Damenmannschaft die Oberliga-Meisterschaft und den Aufstieg in die Regionalliga. Hetmanek wechselte 2007 zum VfL Oldenburg, wo die Kreisläuferin anfangs mit der 2. Mannschaft in der Regionalliga auflief. Ab der Saison 2009/10 gehörte die 28-fache Jugend- sowie 17-fache Juniorinnen-Nationalspielerin dem Bundesligakader an. Hetmanek gewann mit dem VfL in der Saison 2011/12 den DHB-Pokal. Im Sommer 2013 verließ sie Oldenburg. Nachdem Hetmanek anschließend vertragslos war, schloss sie sich im Oktober 2013 der HSG Blomberg-Lippe an. Nach der Saison 2014/15 beendete sie ihre Karriere.

### Als Trainerin
Hetmanek war über fünf Jahre als Trainerin im Jugendbereich des VfL Oldenburg tätig. Von 2010 bis 2013 trainierte sie die A-Jugend, die unter ihrer Führung in jeder Spielzeit die Endrunde der deutschen Meisterschaft erreichte. Weiterhin war sie beim VfL als Jugendkoordinatorin tätig. Im Oktober 2013 übernahm sie die Leitung des Internats der HSG Blomberg-Lippe und einen Trainerposten in Nachwuchsbereich. Seit der Saison 2014/15 ist sie zusätzlich als Trainerin der 2. Mannschaft tätig, die in der 3. Liga antritt. Ende November 2017 beendete sie ihre Tätigkeit bei der HSG Blomberg-Lippe. Ab 2018 war sie im Jugendbereich des DHB als Trainerin tätig. Ab dem Oktober 2020 befand sie sich in einer Babypause.